# زقين صغير
زقين صغير (الاسم العلمي:Diascia pusilla) هو نوع من النباتات يتبع جنس الزقين من الفصيلة الغدبية.